# Allonnes (Maine-et-Loire)
Allonnes é uma comuna francesa na região administrativa da Pays de la Loire, no departamento de Maine-et-Loire. Estende-se por uma área de 36,33 km². Em 2010 a comuna tinha 3 057 habitantes (densidade: 84,1 hab./km²).